# Anomis privata
Anomis privata är en fjärilsart som beskrevs av Walker 1865. Anomis privata ingår i släktet Anomis och familjen nattflyn. Inga underarter finns listade i Catalogue of Life.

## Bildgalleri

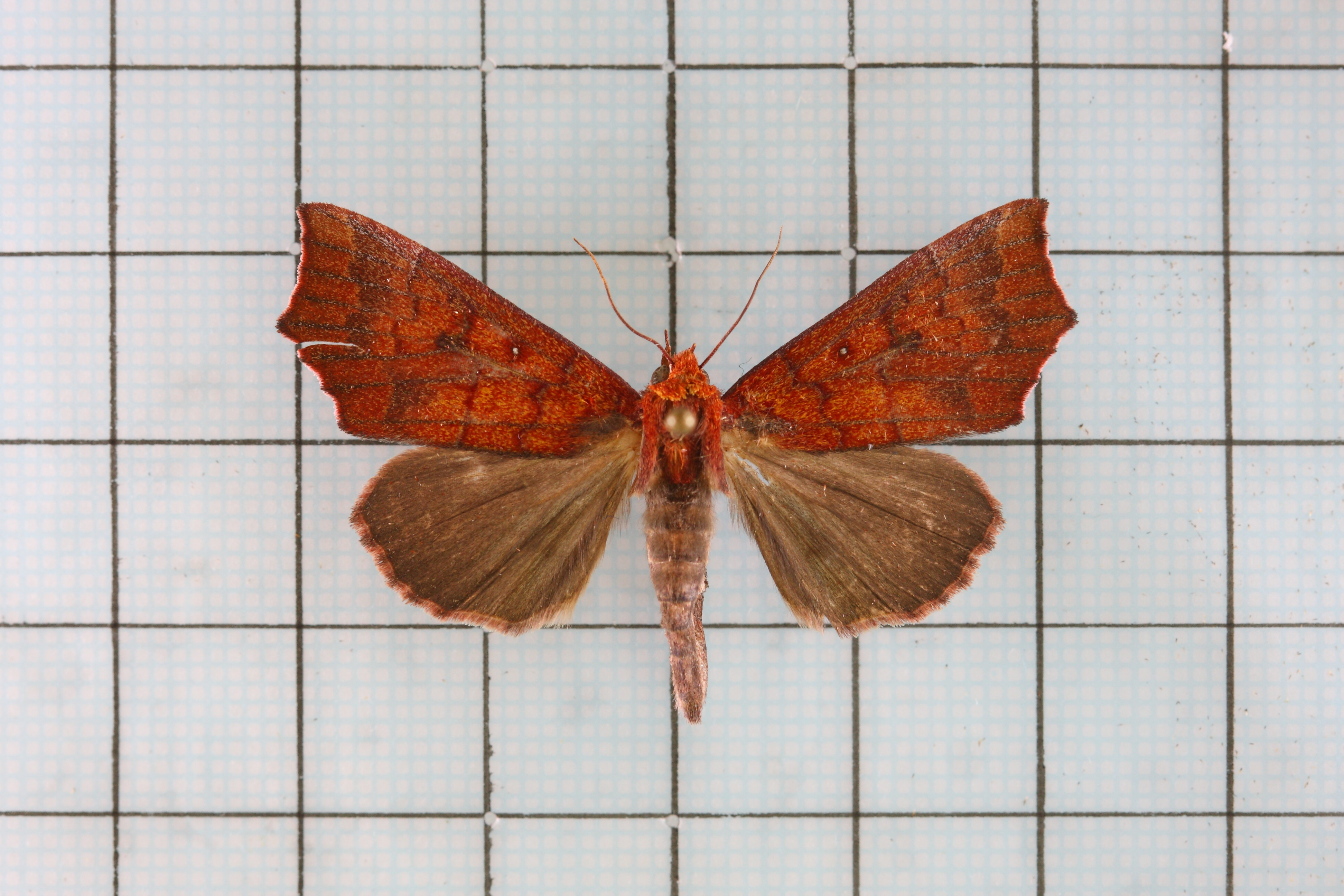
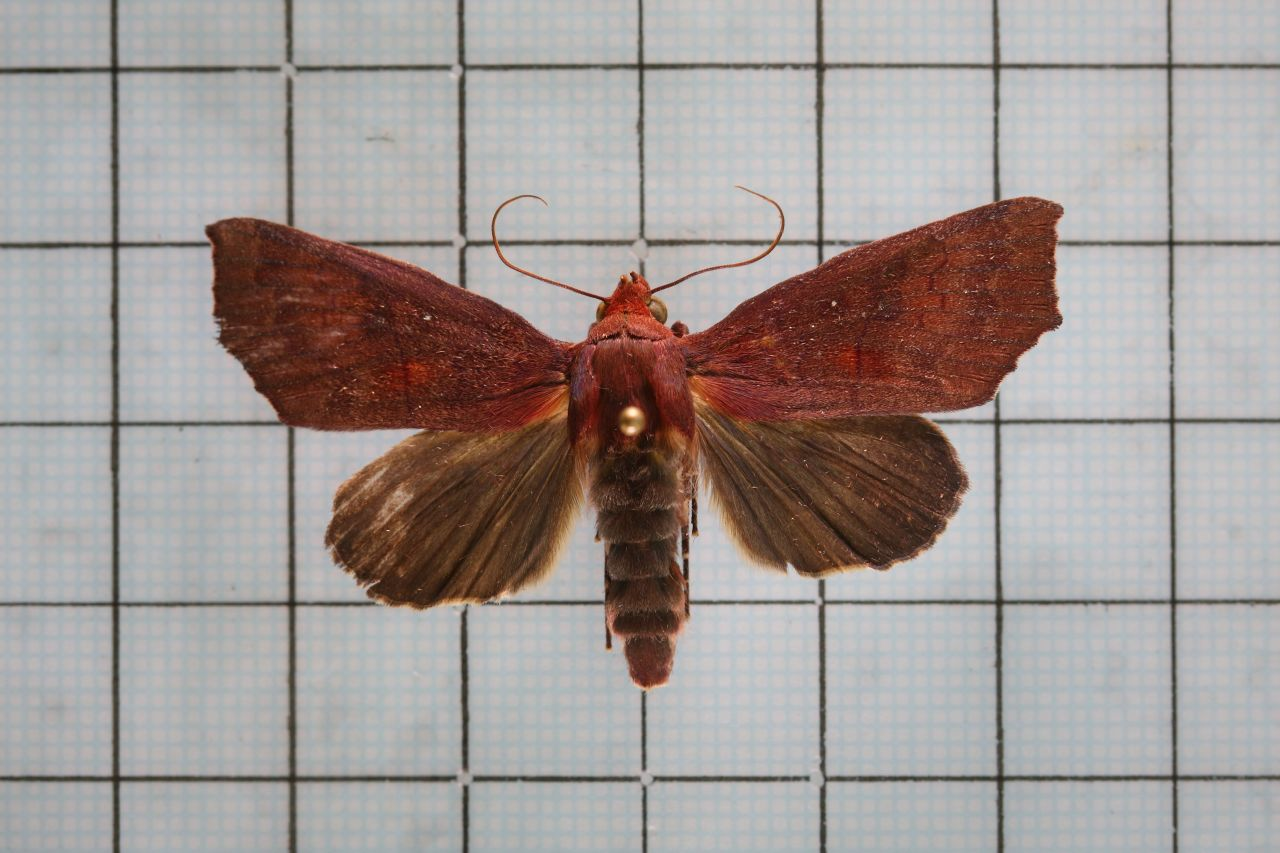